# Justizkanzlei Kreuzwertheim
Die Justizkanzlei Kreuzwertheim (vollständiger Name: Fürstlich und gräflich Löwenstein-Wertheimsche und gräflich Erbachsche Justizkanzlei Kreuzwertheim) war ein Gericht im Staat des Fürstprimas und im Großherzogtum Frankfurt.

## Geschichte
Mit der Rheinbundakte erfolgte 1806 die Mediatisierung des Fürstentums Löwenstein-Wertheim und der Grafschaft Erbach. Die rechtsmainischen Teile der Löwenstein-Wertheimer Ämter Kreuzwertheim, Triefenstein und Rothenfels kamen dabei zum Staat des Fürstprimas. Das Gleiche galt für das erbachische Amt Eschau (auch Amt Wildenstein). Die Justizverhältnisse waren zunächst unverändert geblieben: Die Ämter waren zugleich erstinstanzliche Gerichte. Da die gräflichen Regierungen als zweite Instanz weggefallen waren, bildeten die Standesherren Erbach und Löwenstein-Wertheim die gemeinsame Fürstlich und gräflich Löwenstein-Wertheimsche und gräflich Erbachsche Justizkanzlei mit Sitz in Kreuzwertheim als Gericht zweiter Instanz. Oberstes Gericht war das Oberappellationsgericht Aschaffenburg.
Mit Erlass vom 21. April 1809 wurde das Justizwesen neu geregelt. Die Standesherren behielten die bürgerliche Gerichtsbarkeit der ersten und zweiten Instanz. In Strafsachen war die Justizkanzlei Kreuzwertheim bei Straftaten zuständig, die zur niedrigen oder mittleren Gerichtsbarkeit zählten. In Strafsachen der hohen Gerichtsbarkeit unterstützte es das Oberlandgericht Aschaffenburg. Bei Urteilen der Justizkanzlei Kreuzwertheim über 4 Wochen Haft oder Geldstrafen über 30 Talern war Rekurs an das Oberlandgericht Aschaffenburg möglich.
Im Großherzogtum Frankfurt wurde diese Regelung zunächst übernommen. Das Organisationspatent reduzierte die Vorrechte des Adels. Die Justizkanzlei Kreuzwertheim wurde in Straffällen auf ein Polizeigericht reduziert, in zivilrechtlichen Angelegenheiten wurden die Regelungen an die der Departementgerichte angepasst.
Zum 1. Januar 1813 trat eine Neuregelung der Gerichtsorganisation in Kraft, die sich an französischen Vorbildern orientierte. Anstelle der Ämter wurden nun Friedensgerichte eingerichtet. Für höhere Streitwerte bestanden Departementsgerichte. Die Justizkanzlei Kreuzwertheim hatte in dieser Struktur keinen Platz. Da das Großherzogtum Frankfurt im selben Jahr unterging, blieb diese Organisationsstruktur Episode.
Nach dem Übergang an das Königreich Bayern wurden 1814 die Herrschaftsgerichte 1. Klasse Kreuzwertheim, Triefenstein und Rothenfels für die löwensteinischen Ämter und das Gräfl. von Erbach'sches Herrschaftsgericht Eschau geschaffen.